# Mistislau, o Ousado

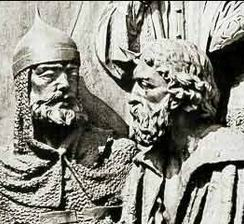
Detalhe do monumento: Mstislav Mstislavich, à esquerda, e Daniel da Galícia, seu genro

Mstislav Mstislavich, o Ousado (em russo:  Мстисла́в II Мстисла́вич Удатный, em ucraniano:  Мстисла́в Мстисла́вич Уда́тний) foi um dos mais populares e ativos príncipes da Rússia de Quieve nas décadas precedendo a Invasão mongol da Rússia. 
Era filho de Mstislav Rostislavich. Entre 1193 e 1203, sua bravura em batalha trouxe fama à toda Rus'. Em 1209 é mencionado como regente do principado de Toropets. Um ano depois, tomou o trono de Novgorod.
Em 1223, Mstislav se juntou a uma coalizão de 18 príncipes, para a Batalha do Rio Kalka.  Enquanto três príncipes foram capturados e mortos na batalha, e seis foram mortos na perseguição anterior à batalha, Mstislav é o único especificamente nomeado dos nove que sobreviveram.
Mstislav reinou em Halych até 1227, quando intrigas dos boiardos fizeram que ele deixasse a cidade com seu genro, André da Hungria. Morreu em 1228 em Torchesk.